# ダニエル
ダニエル（ヘブライ語: דָּנִיּאֵל 現代ヘブライ語: Daniyyel, アラビア語: Dāniyāl, دانيال）は旧約聖書の『ダニエル書』に登場するユダヤ人男性。ユダヤ名がダニエルで、ベルテシャツァルはバビロンの宮廷でつけられた名前である。ダニエルとは、ヘブライ語で「神は私の裁判官である」という意味がある。キリスト教においては預言者だが、ユダヤ教では預言者とはみなされない。ダニエル書の伝えるダニエルの物語は以下のようなものである。 正教会でダニイルと呼ばれ聖人とされる。ダニエルの知恵と理解は、全国の博士、法術士の10倍あると言われていた。

## 経歴
紀元前6世紀、エルサレムを陥落させたバビロンのネブカドネツァル王は、自分の占領行政の官吏を養成するため、ユダヤ人の「王族と貴族の中から、体に難点がなく、容姿が美しく、何事にも才能と知恵があり、知識と理解力にとみ、宮廷に仕える能力のある」（ダニエル1:4）少年たちを選び出して連れてこさせ、カルデア語を学ばせた。
ベルテシャツァルと呼ばれることになったダニエルはその一人であった。ダニエルをリーダーとするシャドラク、メシャク、アベド・ネゴの四人組は、異邦人の地にあっても唯一の神への信仰を守りぬき、「異邦人の肉類と酒で自分を汚すまい」（ダニエル1:8）と誓っていた。ダニエルらはぬきんでて優秀であったため、王に仕えて重用された。

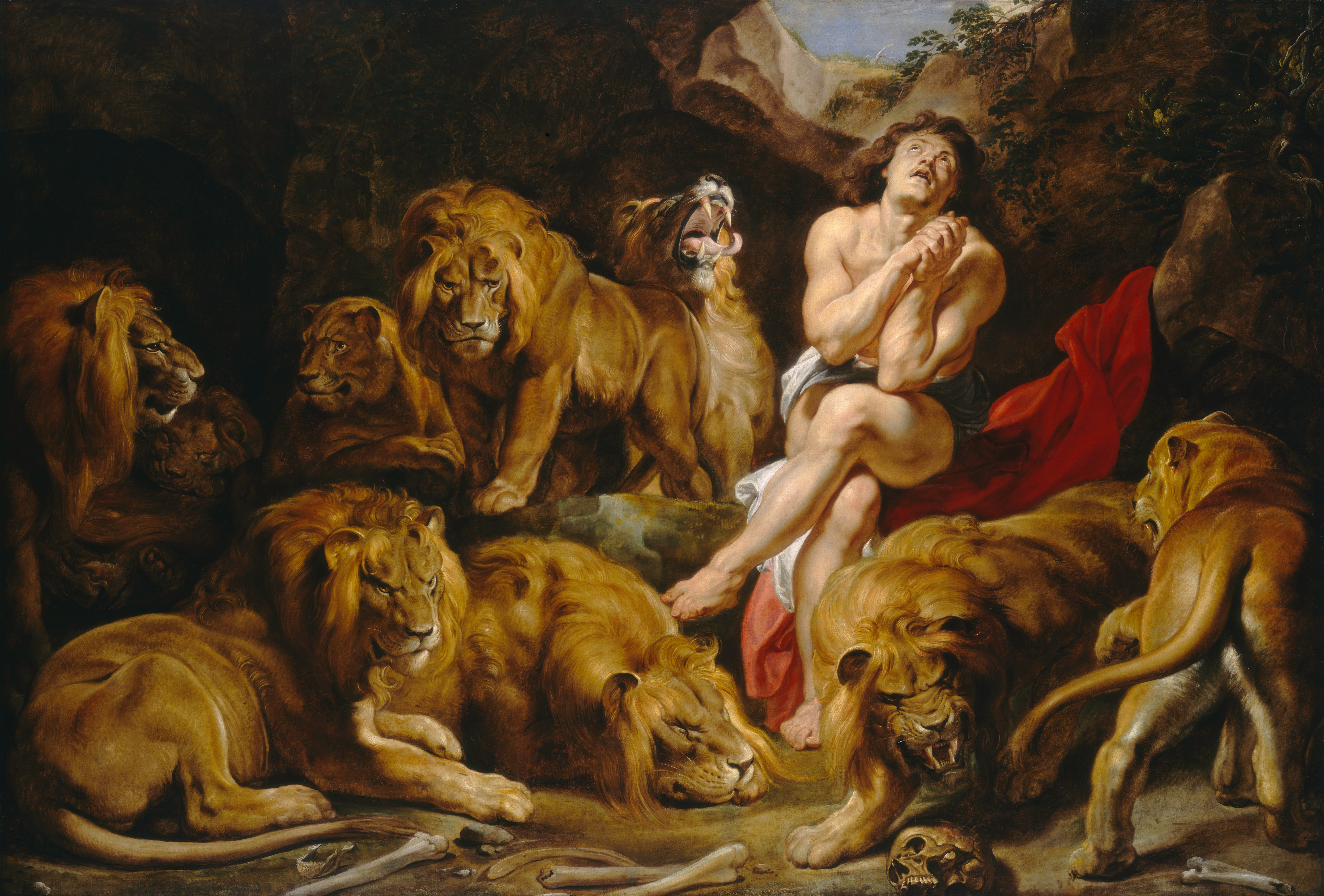
『ライオンの穴の中のダニエル』1615年頃 ルーベンス

ダニエルはネブカドネツァル王の見た人の形をした、巨大な力ある像で、まぶしく光り輝き、ぞっとするほど恐ろしい姿の像、頭は純金、胸と両腕は銀、腹とももは青銅、すねは鉄、足は一部が鉄、一部が粘土でできていて、見ているうちに、一つの岩が、超自然的な方法で山腹から切り出され、その岩は像に向かって突進し、鉄と粘土の足を粉々に砕き、像全体は倒れ、鉄、粘土、青銅、銀、金も砕けて破片の山と化し風に吹き飛ばされた悪夢を当て、以下のように解いた。「王よあなたは、あの金の頭です。しかし、王国の命運が尽きると、別の強国（メド・ペルシヤ）が代わって起こります。その国は、王の王国に比べると劣ります。この第二の国が倒れると、巨像の青銅の腹が表す第三の強国（ギリシヤ）が起こり、世界を支配するようになります。 続いて、鉄のように強い第四の国（ローマ）が起こり、その国は、鉄が打ち砕くように他の国々を粉砕し、征服していくのです。一部が鉄で、一部が粘土でできている足は、のちに第四の国が分裂することを示しています。分裂した国の一部は鉄のように強く、一部は粘土のようにもろいのです。この鉄と粘土の混合は、分裂した王国同士が支配者相互の政略結婚によって同盟を結び、勢力を強化しようとすることも示しています。しかし、それは成功しません。鉄と粘土とは混じり合わないからです。この王たちの時代に、天の神は、決して滅ぼされることのない一つの国を起こします。だれもこの国を征服できません。その国は、すべての国々を打ち砕いて滅ぼします。まさに永遠不滅の国なのです。これが、人手によらずに山腹から切り出された岩、鉄も青銅も粘土も銀も金もすべて粉々にしてしまったあの岩の意味するものです。偉大な神が、このように将来起こることを示したのです。」と。夢の謎を解き明かしたことでダニエルはバビロン全州の長官に任命された。また、ネブカドネツァルの子ベルシャツァル王が宴会中に壁に字を書く指の幻を見たときも、その文字『メネ』『メネ』『テケル』『パルシン』を読み、以下のように解読した。『メネ』は、数えられたという意味で、神が王の治世の日数を数えて、その日がもう尽きた意味、『テケル』は、はかりで量られたという意味で、王が神のはかりで量られ、審査に落ちたということです。『パルシン』は、分割されたという意味で、王の国が分割されて、メディヤとペルシヤに与えられる、と解き明かしている。ペルシアがバビロンを征服したのち、メディア人ダレイオスもダニエルを重用したが、他の家臣の陰謀でダニエルはライオンの洞窟に投げ込まれることになった。しかし、ダニエルは神の力によってライオンに襲われることなく、逆にダニエルを陥れようとした者たちがライオンの餌となった。
ダニエルが主に祈っていると天使ガブリエルが現れ、メシアに関する定められた時についてのお告げを受けた事もある。「大いに愛せられている者」と呼ばれている事から、主のお気に入りだったとうかがえる。
旧約外典のダニエル書補遺には、ダニエルがキュロス2世王治下でベル神の祭司と争う物語、および二人の男に誣告された女スザンナを巧妙な裁判（スザンナが庭の樹木の陰で逢い引きしていたならば、その樹木の種類は何かと個々に尋ねると、二人はしどろもどろになって異なる樹木名を答えたので、事実無根と判明する）で救う物語が収録されている。後者からダニエルは裁判の守護聖人とされた。シェイクスピアの『ヴェニスの商人』では、ポーシャが肉を切り取っても良いという判決を下したので、シャイロックが名裁判官の例としてダニエルが引き合いに出すが、それはこの旧約外典の物語にちなんでいる。
ヘブライ語でシュシャンと呼ばれるスーサには、ダニエルの墓とされるもの（シューシュ・ダニエル）がある（画像）。

## 旧約聖書におけるダニエルの謎解き
ネブカドネザル2世は夢の中で頭が純金，胸と腕が銀，腹と腿が青銅、すねが鉄、足は一部が鉄で一部が陶土できた像の夢を見た。そこに一個の石が投げつけられ陶製の足を砕き、像は粉々になり、跡形も無くなるが、石は山のようになって全地に拡がるという夢であった。ダニエルは、金の頭はネブカドネザル2世に代表される新バビロニア帝国であり、銀・青銅・鉄と陶土はその後に興るより劣った帝国（すなわちメド・ペルシヤ連合帝国・アレクサンドロス大王のギリシヤ帝国・ローマ帝国）を表し、最終的にこれらは永遠に続く神の王国によって滅ぼされるだろうと解いた。
次にネブカドネザル2世が別な不吉な夢を見た。それは天に達する一本の高い木に、豊かな実が実り、鳥が巣を作り、動物は木陰に宿っていたが、聖なる天使が下って来てその木を切り倒し、切り株だけを地中に残したというものであった。ダニエルは、木は栄光と権力を握る王自身を表し、主がすべてを支配する事を知らせるために、王は動物の境涯に落とされるであろうと解き、ネブカドネザル2世に間に合ううちにやり方を変えるように説いた。1年後、王が動物のようになるといった予言は実現された。
次の話は、ベルシャザルが王宮で大宴会をしていたとき、一本の手が現れ宴会場の壁に「メネ、メネ、テケル、パルシン」と描いた。ダニエルは、メネは数えるという事であり、神があなたの治世を数えてそれを終わらせられたと解いた。テケルは量を計ることで、あなたは天秤にかけられ不足と見られたと解いた。パルシンは分けるという事で、あなたの王国はメディアとペルシャに与えられると解いた。